# Hełm M1923

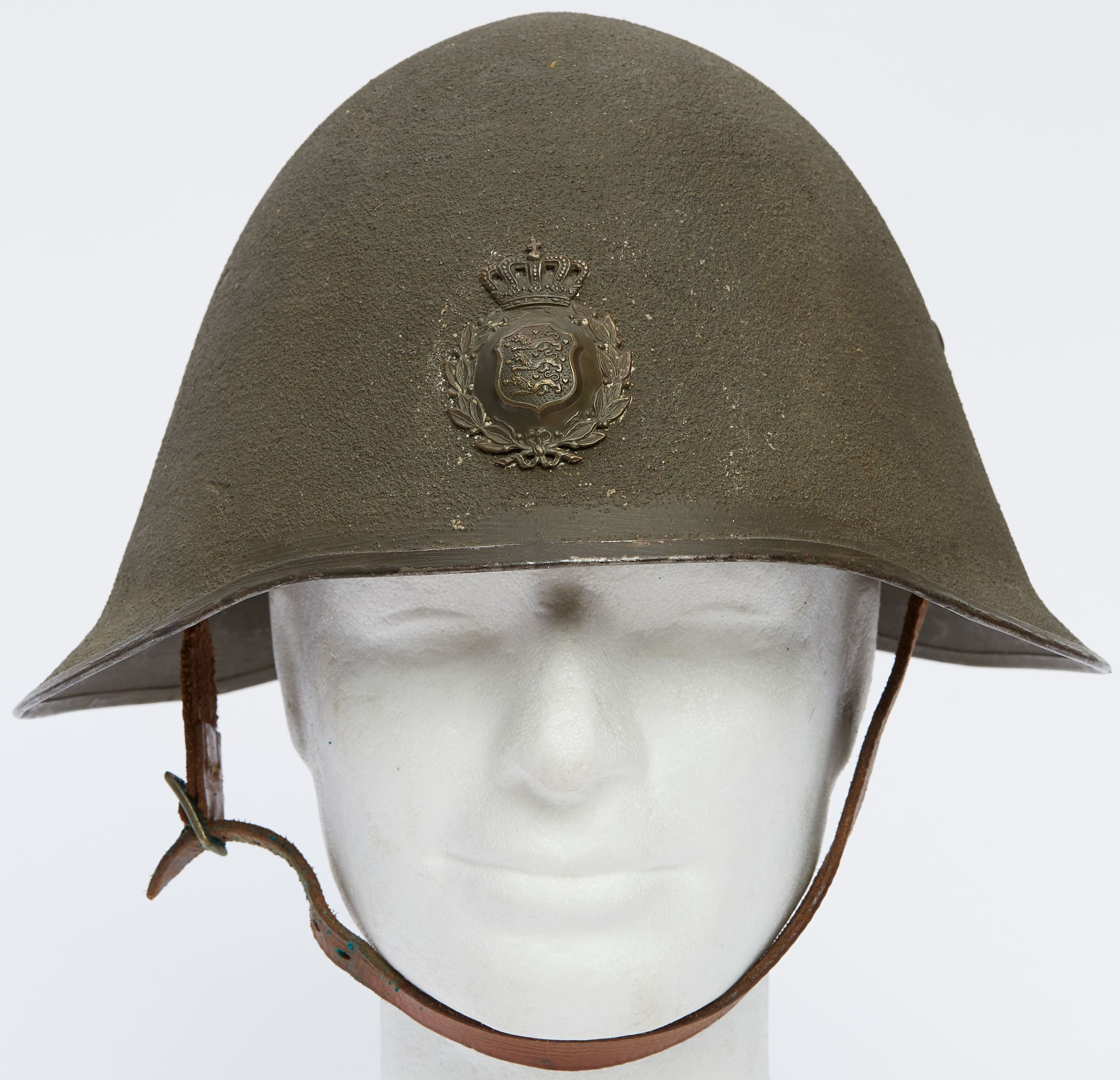
Hełm M1923

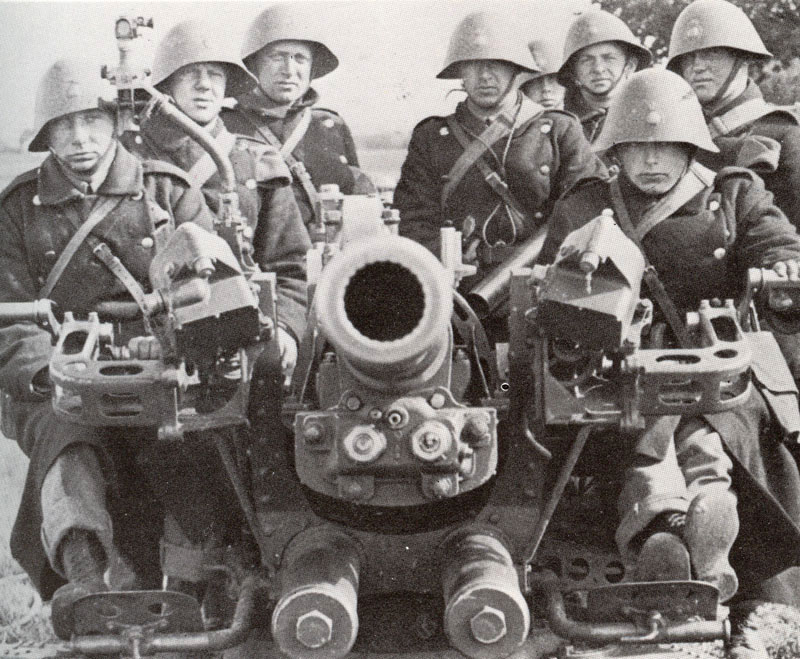
Obsługa działa przeciwlotniczego Vickers Model 1931 w hełmach M1923

Hełm M1923 – duński stalowy hełm, użytkowany przez wojska lądowe i marynarkę wojenną w okresie międzywojennym i podczas II wojny światowej, będący pierwszym w historii hełmem Duńskich Sił Zbrojnych. Do zakończenia produkcji w roku 1946, Glud & Marstrands Fabriker z siedzibą w Kopenhadze, wyprodukowała około 105 tysięcy hełmów M1923.

## Historia
Po zakończeniu I wojny światowej rząd duński dostosował się do innych krajów uprzemysłowionych i zaczął wyposażać swoich żołnierzy w stalowe hełmy. Ten nowy trend był efektem doświadczeń wyniesionych z okopów I wojny światowej, gdzie stalowe hełmy znacznie zmniejszyły liczbę zabitych i rannych. W 1923 roku duńska armia zaakceptowała projekt hełmu autorstwa Johnsena i Willadsena-Nielsena, który wszedł do produkcji pod oznaczeniem M1923. Hełm był używany podczas niemieckiej inwazji na Danię 9 kwietnia 1940 roku, będącej wstępem do inwazji na Norwegię, i w bardzo ograniczonym zakresie przez duńskich ochotników walczących po stronie Finów w czasie wojny sowiecko-fińskiej (1939–1940).
Po zakończeniu wojny w 1945 roku Dania stopniowo wycofywała M1923 na rzecz stalowego hełmu M/48, wzorowanego na amerykańskim hełmie M1. To posunięcie zbiegło się w czasie z wieloma innymi członkami NATO, którzy przyjęli ten sam projekt. M1923 jest wyjątkowy, ponieważ nigdy nie był eksportowany za granicę, co czyni Danię jedynym krajem, który kiedykolwiek go używał. Kontrastuje to z innymi hełmami z epoki, takimi jak francuski hełm Adrian i brytyjski hełm Brodie, które były szeroko rozpowszechnione na całym świecie.

## Opis
Hełm M1923 był wykonywany z jednego kawałka szwedzkiej stali i produkowany zarówno w wersji wojskowej jak i cywilnej. Wersja wojskowa zawierała z przodu emblemat wojsk lądowych lub marynarki wojennej w wieńcu, w zależności od jednostki w jakiej służył właściciel hełmu. Co ciekawe emblematy wojsk lądowych były produkowane przez więźniów zakładu karnego Vridsløselille znanego z serii filmów Gang Olsena. Od lat 30. XX wieku hełmy pokrywano teksturowaną szarością lub jasnym odcieniem farby khaki. Wnętrze hełmu zostało wyposażone w skórzany pasek pod brodą i wkładkę składającą się z ośmiu klap. Z tyłu hełmu znajdowało się rozcięcie umożliwiające przypięcie karabinu Krag-Jørgensen do ekwipunku żołnierza, gdy hełm nie był noszony.
W czasie II wojny światowej powstało wiele różnych wersji hełmów cywilnych M1923, które przekazywano organizacjom paramilitarnym, policji czy straży pożarnej. Wersja cywilna nie posiadała z przodu kalkomanii, była wykonana z lżejszej stali i miała podpinkę gorszej jakości.